# Wu-Tang Forever
Wu-Tang Forever is het tweede studioalbum van de Wu-Tang Clan. Het werd uitgebracht op 3 juni 1997 op het Loud Records-label en gedistribueerd door RCA. Het album is een dubbelalbum en is het eerste album met de hele groep sinds Enter the Wu-Tang (36 Chambers) na een lange reeks soloalbums van de leden. Het album heeft gastoptredens van huidig lid Cappadonna,  Streetlife, 4th Disciple, True Master en zangeres Tekitha. In 1998 kreeg het album een nominatie voor Best Rap Album bij de 40ste Grammy Award en staat bekend als een van de beste rap dubbelalbums aller tijden. De nummers Triumph, It's Yourz en Reunited werden als singles uitgebracht.

## Tracklist
| Track # | Song Name                                                             | Track Time |
| ------- | --------------------------------------------------------------------- | ---------- |
|         | Disc 1                                                                |            |
| 01      | Wu-Revolution                                                         | 06:46      |
| 02      | Reunited                                                              | 05:21      |
| 03      | For Heaven's Sake                                                     | 04:13      |
| 04      | Cash Still Rules/Scary Hours (Still Don't Nothing Move But The Money) | 03:01      |
| 05      | Visionz                                                               | 03:09      |
| 06      | As High as Wu-Tang Get                                                | 02:37      |
| 07      | Severe Punishment                                                     | 04:49      |
| 08      | Older Gods                                                            | 03:05      |
| 09      | Maria                                                                 | 02:55      |
| 10      | A Better Tomorrow                                                     | 04:55      |
| 11      | It's Yourz                                                            | 04:17      |
|         | Disc 2                                                                |            |
| 1       | Intro                                                                 | 02:02      |
| 2       | Triumph                                                               | 05:38      |
| 3       | Impossible                                                            | 04:28      |
| 4       | Little Ghetto Boys                                                    | 04:49      |
| 5       | Deadly Melody                                                         | 04:20      |
| 6       | The City                                                              | 04:05      |
| 7       | The Projects                                                          | 03:17      |
| 8       | Bells of War                                                          | 05:12      |
| 9       | The M.G.M.                                                            | 02:38      |
| 10      | Dog Shit                                                              | 03:34      |
| 11      | Duck Seazon                                                           | 04:17      |
| 12      | Hellz Wind Staff                                                      | 04:52      |
| 13      | Heaterz                                                               | 05:26      |
| 14      | Black Shampoo                                                         | 03:49      |
| 15      | Second Coming                                                         | 04:39      |
| 16      | The Closing                                                           | 02:37      |